# Anförtrodda medel
Anförtrodda medel är en svensk kort dramafilm från 1911. Filmen premiärvisades 2 oktober 1911 på Stora Biografteatern i Malmö. Filmen spelades in av Ernst Dittmer. Som förlaga hade man Palle Rosenkrantz pjäs Betroede Midler som uruppfördes på Dagmarteatret i Köpenhamn 1910. 

## Om filmen
Vid granskningen av Statens Biografbyrå förbjöds filmen mot vidare visning, med en motivering som har blivit berömd i sitt byråkratiska nit:
Den grova lättfärdigheten, Marcelles mottagande ena ögonblicket av mannens, andra ögonblicket av älskarens smekningar, liksom ömsevis av mannens och älskarens penningar, kulminerande i den kärleksscen som äger rum i mannens hem mellan älskaren och Marcelle ögonblicket efter det den senare måst erkänna för mannen, att hon stulit de honom anförtrodda medlen, samt blivit vittne till hans förkrosselse jämte inbrottet i kassaskåpet, vars planläggande och utförande man tydligt ser, utlöses icke i en så strikt klargörande situation, att man kan låta bli befara att den störa ungdomspublik, som fylla biografteatrarna på många håll (se Kungl. B-s betänkande över Förslag till förordning angående förevisande av biografbilder) kan utöva ett förråande inflytande eller verka till förvillelse av rättsbegreppen. Huvudintrycket torde på många bliva de raffinerade scener, som till två tredjedelar fylla bildserien. Utgjorde nu denna bild ett isolerat fall, kunde man kanske på grund av a) den diskreta ton, som vilar över åtminstone en del av scenerna mellan hustrun och älskaren b) det faktum at förhållandet ej omges med förskönande omklädnad c) slutet där hustrun förskjutes, tolereras men då erfarenheter visat oss att just denna genre (äktenskaplig otrohet) är synnerligen eftersökt inom filmindustrin och bildens godkännande skulle draga med sig godkännandet av en hel del efterföljande, hava vi ansett oss böra förbjudea dess förevisande.

## Roller
- Henry Seemann - Erand, sakförare
- Philippa Frederiksen - Marcelle, hans hustru
- Agnes Nyrup-Christensen - Susanne, hans kusin
- Otto Detlevsen - Greve de Raymond
- Arnold Christensen - Philip, fullmäktige